# Долгоносик узорчатый листовой
Долгоносик узорчатый листовой (лат. Phyllobius sinuatus) — вид долгоносиков-скосарей из подсемейства Entiminae.

## Описание
Жук длиной 3-4 мм. Надкрылья с косыми перевязязями из светлых чешуек на коричневом фоне. Щиток в белых чешуйках. Промежутки надкрылий довольно широкие, на диске с короткими торчащими белыми щетинками. Верхняя часть тела при малом умеличении кажется шершавой. Глаза обращены несколько вверх, сильно выпуклые. Лоб плоский.